# Лудвиковице
Лудвиковице (чеш. Ludvíkovice) је насељено мјесто са административним статусом сеоске општине (чеш. obec) у округу Дјечин, у Устечком крају, Чешка Република.

## Становништво
Према подацима о броју становника из 2014. године насеље је имало 898 становника.